# John R. Bennett

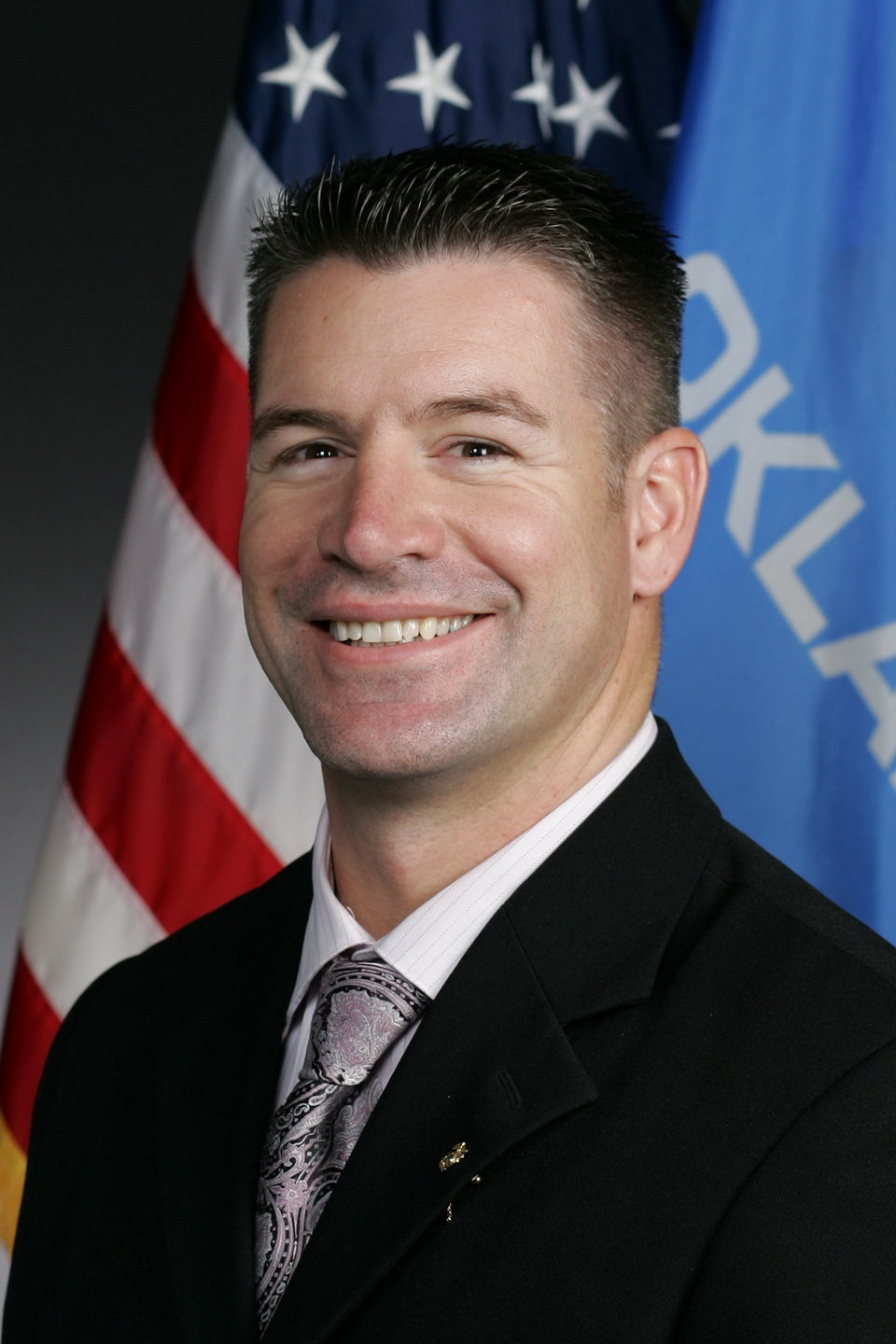
John R. Bennett

John R. Bennett ist ein US-amerikanischer Politiker der Republikaner. Er war 2010 bis 2018 Abgeordneter im Repräsentantenhaus von Oklahoma und wurde 2021 zum Vorsitzenden der Republikanischen Partei in Oklahoma gewählt. Bei den Wahlen 2022 tritt er im 2. Wahlbezirk des Bundesstaates für das Repräsentantenhaus der Vereinigten Staaten an.

## Leben
John Bennett diente für insgesamt vierzehn Jahre im United States Marine Corps. Gemeinsam mit seiner Frau baute er einen Vertrieb für Sturmunterkünfte auf. Er arbeitete für einen Sheriff in der Drogenfahndung und war Rechtsbeistand für verletzte Veteranen. John R. Bennett ist außerdem Pastor der Lee Creek Assembly of God in Muldrow (Oklahoma).

## Politik
Bei der Wahl 2010 konnte Bennett sich gegen den demokratischen Amtsinhaber Glen Bud Smithson im 2. Wahlbezirk Oklahomas durchsetzen. Er zog dann am 17. November 2010 in das Repräsentantenhaus des Bundesstaates ein. Bei der Wahl 2012 setzte er sich gegen den demokratischen Herausforderer durch. Bei der Wahl 2014 traf er weder in den Vorwahlen, noch den Hauptwahlen auf Widersacher. 2016 setzte er sich gegen einen erneuten demokratischen Herausforderer durch. Am 21. November 2018 endete seine Amtszeit in dem Parlament.
Am 10. April 2021 wurde er vom Parteivorstand der Republikaner in Oklahoma zum Parteivorsitzenden gewählt. Entgegen der Tradition, dass Parteivorsitzende während Wahlkämpfen zwischen Parteifreunden neutral bleiben sollen, unterstützte Bennet für die Senatswahl 2022 Jackson Lahmeyer gegen Amtsinhaber James Lankford. Lankford habe nach dem Angriff auf das Kapitol 2021 nicht gegen die Zertifizierung von Präsidentschaftswahlergebnisse in Bundesstaaten gestimmt, so Bennetts Begründung. Er forderte den Rücktritt der nationalen Parteivorsitzenden Ronna McDaniel, da sie mit den Log Cabin Republicans die LGBT-Community ansprechen wollte.
Im März 2022 gab John R. Bennett bekannt, dass er zur Wahl zum Repräsentantenhaus der Vereinigten Staaten antreten würde. Während des Wahlkampfes trat Bennett vom Parteivorsitz in Oklahoma zurück. Er schied im Juni 2022 in der republikanischen Vorwahl mit nur 11,3 % als Viertplatzierter aus.

### Positionen
In seiner Zeit als Abgeordneter fiel er durch Ablehnung zum Islam auf, den er als politische Ideologie bezeichnete. Während des Wahlkampfes trat er vom Parteivorsitz zurück. Er brachte erfolgreich ein Gesetz ein, mit dem es Schülern in öffentlichen Schulen erlaubt wurde, sich zu ihrer Religion zu bekennen.
Er vertrat in öffentlichen Reden die Auffassung, dass Donald Trump der Sieg in der Präsidentschaftswahl 2020 gestohlen worden sei. John Bennett rief dazu auf, Anthony Fauci vor Gericht zu stellen und anschließend erschießen zu lassen. Gesichtslose Bürokraten würden Bürgern COVID-19-Impfungen und „Wokeness“ aufzwingen. Er verglich COVID-19-Impflichten mit der Judenverfolgung zur Zeit des Nationalsozialismus.